# Eklo
Ne doit pas être confondu avec Eeklo.
Eklo est une chaîne hôtelière écologique implantée en France par Emmanuel Petit depuis 2014.  

## Historique
En 2014, Emmanuel Petit lance la marque Eklo Hotels, avec le soutien personnel et financier de Paul Dubrule et Gérard Pélisson, cofondateurs du groupe Accor, actionnaires à plus de 50%[réf. nécessaire].   
L'Institut français du design remet le Janus de "l'espace de vie" à l'hôtel de Lille en 2018.  

## Concept
La marque s’associe au Studio Janreji, une agence de design spécialisé dans l’aménagement de bars et restaurants.
La chaîne hôtelière dispose de 11 établissements et propose des chambres simples, doubles, familiales et également des dortoirs pour les groupes.
Eklo est associée à Betterfly Tourism, une entreprise nantaise agréée par l’ADEME et le ministre de la transition écologique et solidaire pour l’évaluation de la maîtrise de ses performances environnementales et énergétiques, qui a classé l'établissement de Bordeaux 5e hôtel le plus écologique de France.  